# La gelosia (Coma Cose)
La gelosia è un singolo del duo musicale italiano Coma Cose, pubblicato il 23 maggio 2025 come primo estratto dalla riedizione digitale dal quarto album in studio Vita fusa.

## Descrizione
Il brano, scritto dallo stesso duo con Davide Simonetta, in arte d.whale, Paolo Antonacci, è prodotto da d.whale.

## Video musicale
Il video musicale, diretto da Maurizio Zanieri, è stato pubblicato in concomitanza all'uscita del brano attraverso il canale YouTube del duo.

## Tracce
Testi di Davide Simonetta, Fausto Zanardelli, Francesca Mesiano e Paolo Antonacci, musiche di Davide Simonetta, Fausto Zanardelli e Paolo Antonacci.
1. La gelosia – 3:11

## Formazione
- Coma_Cose – voce